# سوخو-۳۰ام‌کی‌آی
سوخو-۳۰ام‌کِی‌آی (نام‌گذاری ناتو: Flanker-H) یک جنگنده برتری هوایی چندمنظوره دوموتوره است که توسط سوخوی روسیه توسعه یافته و تحت مجوز هندوستان آیروناتیکس (HAL) هند برای نیروی هوایی هند ساخته شده است. این جنگنده نسخه‌ای از سوخو سو-۳۰، جنگنده‌ای سنگین، تمام آب و هوا و دوربرد است.
توسعهٔ این نسخه پس از امضای قرارداد هند با روسیه در سال ۲۰۰۰ برای ساخت ۱۴۰ جت جنگندهٔ سوخو-۳۰ آغاز شد. نخستین سوخو-۳۰ام‌کِی‌آی ساخت روسیه در سال ۲۰۰۲ در نیروی هوایی هند پذیرفته شد، و نخستین فروند مونتاژ شده در هند در سال ۲۰۰۴ وارد خدمت نیروی هوایی هند شد. این نیرو تا ژانویهٔ ۲۰۲۰ نزدیک به ۲۶۰ فروند سوخو-۳۰ام‌کِی‌آی دارد. انتظار می‌رود که سوخو-۳۰ام‌کِی‌آی ستون فقرات ناوگان جنگندهٔ نیروی هوایی هند را تا سال ۲۰۲۰ و پس از آن تشکیل دهد.
سوخو-۳۰ام‌کِی‌آی سیستم‌های هندی و همچنین سیستم‌های فرانسوی و اسرائیلی را ادغام می‌کند. این جنگنده توانایی‌هایی مشابه سوخو-۳۵ دارد و دارای ویژگی‌ها و اجزای مشابهی با آن است.

## پیشینهٔ عملیاتی

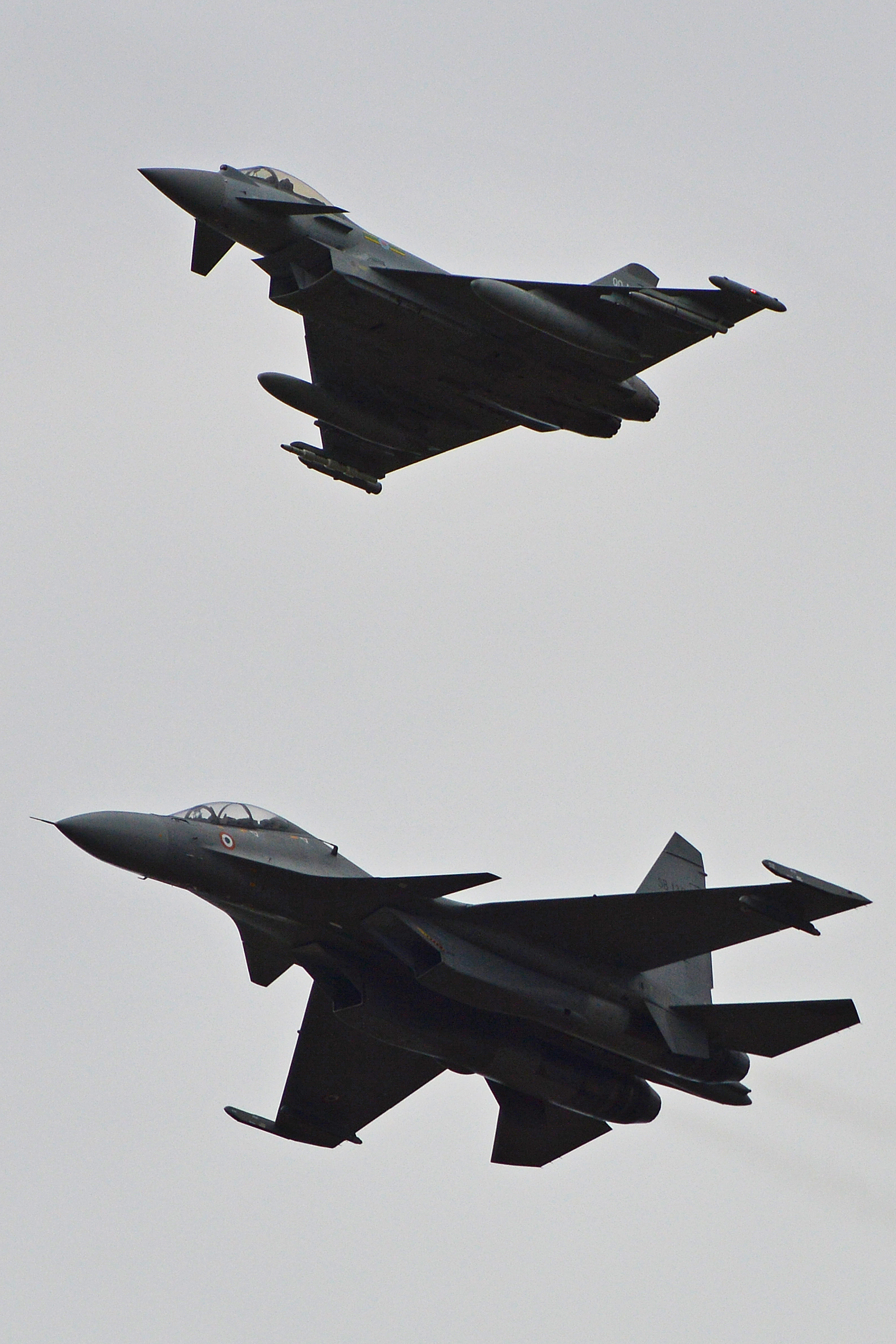
جنگندهٔ یوروفایتر تایفون نیروی هوایی بریتانیا و یک سوخو-۳۰ام‌کِی‌آی در جریان یک مانور در سال ۲۰۱۵

در ۲۶ فوریهٔ ۲۰۱۹، چهار فروند سوخو-۳۰ام‌کِی‌آی، جنگنده‌های میراژ ۲۰۰۰ هند را برای حمله هوایی بالاکوت به اردوگاه ادعایی جیش محمد به حریم هوایی پاکستان اسکورت کردند. روز بعد، دو فروند سوخو-۳۰ام‌کِی‌آی در گشت هوایی جنگی، بر پایهٔ گزارش‌ها توسط چندین اف-۱۶ پاکستان با استفاده از موشک‌های آمرام مورد حمله قرار گرفتند. به گفتهٔ هند، سوخوها از این موشک‌ها با موفقیت فرار کردند. بقایای یک موشک آمرام بعداً توسط نیروی هوایی ارتش بازیابی و نمایش داده شد تا ادعای پاکستان مبنی بر عدم استفاده از اف-۱۶ را رد کند. رسانه‌های پاکستانی مدعی شدند که نیروی هوایی ارتش در این درگیری یک فروند سوخو-۳۰ام‌کِی‌آی هندی را سرنگون کرده است. نیروی هوایی هند اعلام کرد که تمامی هواپیماهای سوخوی اعزامی به سلامت بازگشتند و تنها خسارت تأیید شده یک میگ-۲۱ بود. در ۸ اکتبر ۲۰۱۹، در طول جشن روز نیروی هوایی هند، بنا بر گزارش‌ها، نیروی هوایی هند، هواپیمای سوخو-۳۰ام‌کِی‌آی را که پاکستان ادعا می‌کرد آن را ساقط کرده است، به پرواز درآورد.
در ۱۸ مارس ۲۰۲۲، گزارش شد که هند ۱۲ فروند سوخو-۳۰ام‌کِی‌آی سفارش داده است. در ماه مه ۲۰۲۲، دولت هند سفارش خود را به‌دلیل نگرانی در مورد توانایی مسکو برای تحویل قطعات به هندوستان آیروناتیکس و مسائل مربوط به انتقال پرداخت به حالت تعلیق درآورد.

## ویژگی‌ها
داده‌ها از Irkut, Sukhoi, deagel.com:
ویژگی‌های عمومی
- خدمه: ۲ نفر
- طول: ۲۱٫۹۳۵ متر (۷۲ فوت ۰ اینچ)
- پهنای بال: ۱۴٫۷ متر (۴۸ فوت ۳ اینچ)
- ارتفاع: ۶٫۳۶ متر (۲۰ فوت ۱۰ اینچ)
- مساحت بال‌ها: ۶۲ متر مربع (۶۷۰ فوت مربع)
- وزن خالی: ۱۸٬۴۰۰ کیلوگرم (۴۰٬۵۶۵ پوند)
- وزن ناخالص: ۲۶٬۰۹۰ کیلوگرم (۵۷٬۵۱۹ پوند) (وزن معمول عملیاتی)[۲۵]
- بیشترین وزن برخاست: ۳۸٬۸۰۰ کیلوگرم (۸۵٬۵۳۹ پوند)
- پیشرانه: ۲ عدد موتور توربوفن دارای پس‌سوز ای‌ال-۳۱اف‌پی, ۱۲۳ کیلونیوتن (۲۸٬۰۰۰ پوند-نیرو) با پس‌سوز

عملکرد
- حداکثر سرعت: ۲٬۱۲۰ کیلومتر بر ساعت (۱٬۳۲۰ مایل بر ساعت، ۱٬۱۴۰ گره) / در ارتفاع بالا ۲ ماخ

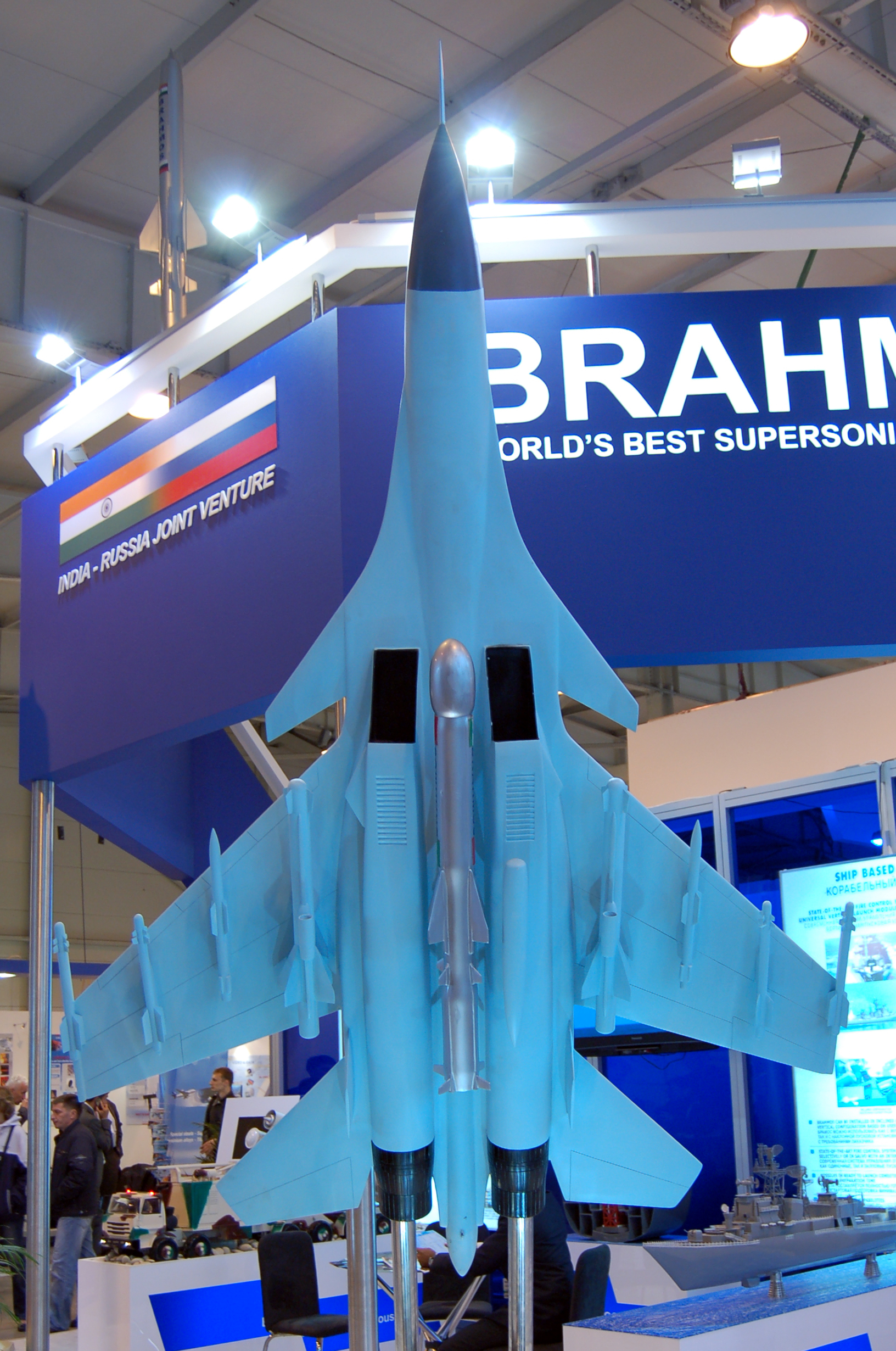
موشک BrahMos زیر بدنهٔ سوخو-۳۰ام‌کِی‌آی در نمایشگاه ماکس ۲۰۰۹

۱٬۳۵۰ کیلومتر بر ساعت (۸۴۰ مایل بر ساعت؛ ۷۳۰ گره) / در ارتفاع پایین ۱٫۰۹ ماخ
- بُرد: ۳٬۰۰۰ کیلومتر (۱٬۹۰۰ مایل، ۱٬۶۰۰ مایل دریایی) در ارتفاع بالا

۱٬۲۷۰ کیلومتر (۷۹۰ مایل؛ ۶۹۰ مایل دریایی) در ارتفاع پایین
- بُرد معبر: ۸٬۰۰۰ کیلومتر (۵٬۰۰۰ مایل، ۴٬۳۰۰ مایل دریایی) با دو بار سوخت‌گیری هوایی[۲۶]
- حداکثر ارتفاع: ۱۷٬۳۰۰ متر (۵۶٬۸۰۰ فوت)
- حد شتاب جی: +۹
- نرخ صعود: ۳۰۰ متر بر ثانیه (۵۹٬۰۰۰ فوت بر دقیقه) +
- بارگیری بال: ۴۰۱ کیلوگرم بر متر مربع (۸۲ پوند بر فوت مربع)